# Abaja (Järva)
Abaja (Duits: Abbaja) is een plaats in de Estlandse gemeente Järva, provincie Järvamaa. De plaats heeft de status van dorp (Estisch: küla).
Tot in oktober 2017 behoorde Abaja tot de gemeente Koeru. In die maand ging Koeru op in de fusiegemeente Järva.
De beek Võlingi oja, die 13 kilometer zuidelijker uitkomt in de rivier Põltsamaa, ontspringt op het grondgebied van Abaja.

## Bevolking
Het dorp had 48 inwoners op 31 december 2011 en 47 inwoners op 31 december 2021.

## Geschiedenis
Abaja werd in 1564 voor het eerst genoemd onder de naam Abbo. In 1699 werd het dorp Abaja genoemd. Vanaf de vroege 17e eeuw lag het op het landgoed van Uddewa (Udeva).